# Pierre-Gabriel Buffardin

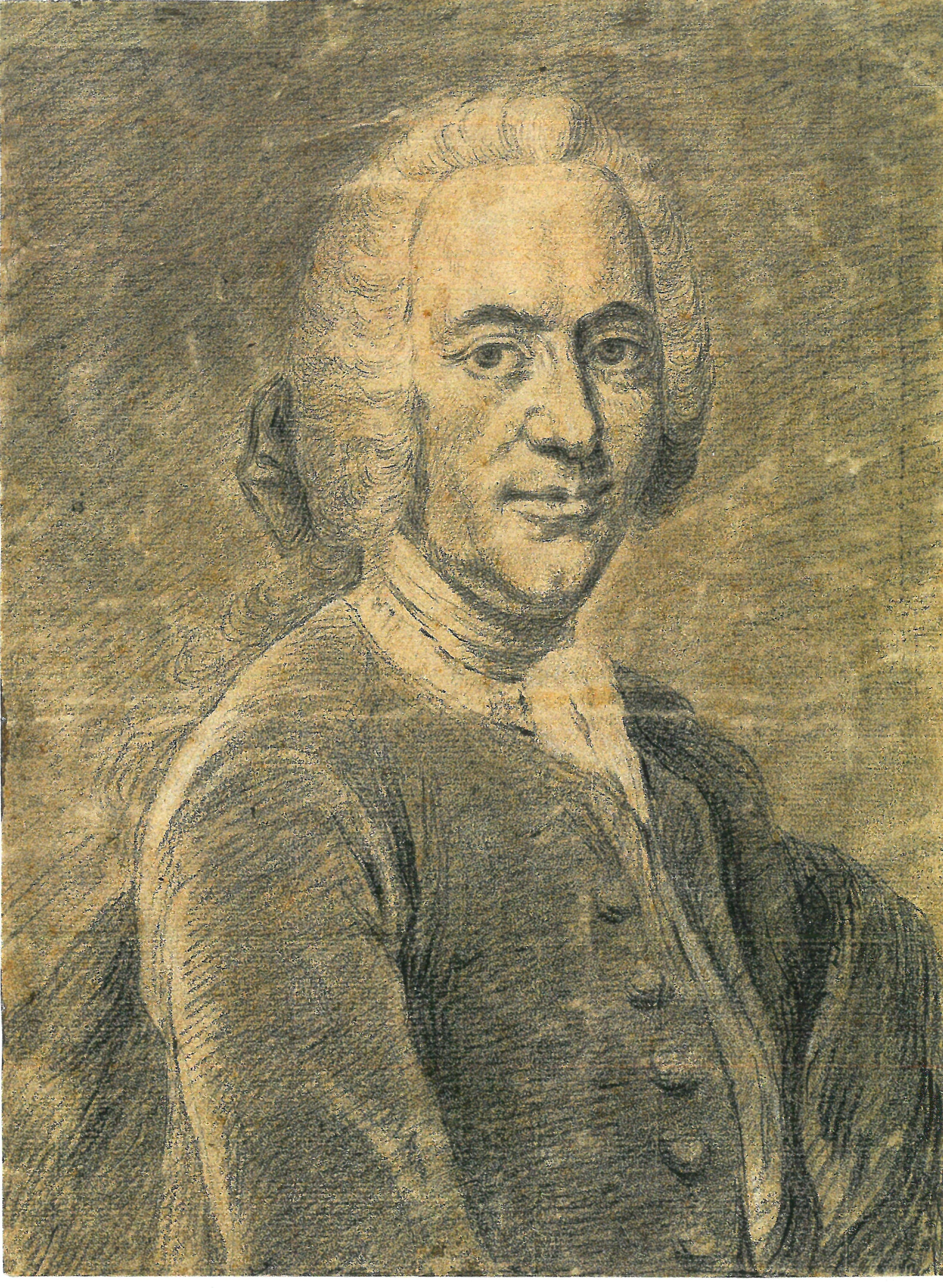
Johann Sebastian Bach der Jüngere: Pierre-Gabriel Buffardin

Pierre-Gabriel Buffardin (* 24. März 1693 in Toulon; † 13. Januar 1768 in Paris) war ein französischer Komponist, Flötenvirtuose und Flötenbauer des Barock.

## Leben
Buffardin war der Sohn des Instrumentenbauers Jean-Joseph Buffardin (1664 in Vaison-la-Romaine – 1726 in Avignon) und Anne Tousse (um 1669 in Toulon – 1704 in Marseille). Zwischen 1693 und 1704 zog die Familie nach Marseille.
In einer kurzen autobiographischen Notiz, die Buffardin im Auftrag von August dem Starken um 1716/17 handschriftlich verfasste, beschrieb er sich wie folgt:

« Pierre Gabriel Buffardin né En provence / Elevé a Marseille Agé d’Environ Vingt et- / sept ans Musicien du Roy depuis La foire / d. St. Michel 1716. »

„Pierre Gabriel Buffardin, geboren in der Provence, aufgewachsen in Marseille. Ungefähr 27 Jahre alt. Musiker des Königs seit dem Jahrmarkt von Saint Michel 1716.“

Offenbar war sich Buffardin demnach über sein genaues Alter im Unklaren. Wohl aufgrund dieser Angaben wurde in älterer Literatur von einem Geburtsjahr um 1689/90 ausgegangen.
Zu Beginn seiner Karriere reiste er im Gefolge eines französischen Gesandten nach Konstantinopel. Dort traf er auf Johann Sebastian Bachs Bruder Johann Jacob Bach, der als Gardeoboist im Dienste des schwedischen Königs stand und mit diesem 1709 nach der Niederlage in der Schlacht bei Poltawa an den Osmanischen Hof geflüchtet war. Bach nutzte die Gelegenheit, bei Buffardin Flötenunterricht zu nehmen. Buffardin könnte zum Gefolge von François Belin gehört haben, der 1711 nach Konstantinopel entsandt wurde. Dokumente über den Aufenthalt in Konstantinopel sind nicht erhalten; wir sind darüber durch Carl Philipp Emanuel Bachs handschriftliche Nachträge zum Ursprung der musicalisch-bachischen Familie von 1735 unterrichtet:

„Von Bendern ist er [= Johann Jacob Bach] nach Constantinopel gereiset u. hat da von dem berühmten Flötenisten Buffardin, welcher mit einem Französischen Gesannten nach Constantinopel gereist war, Lecktion auf der Flöte genommen. Diese Nachricht gab Buffardin selbst, wie er einstens bey J. S. Bach in Leipzig war.“

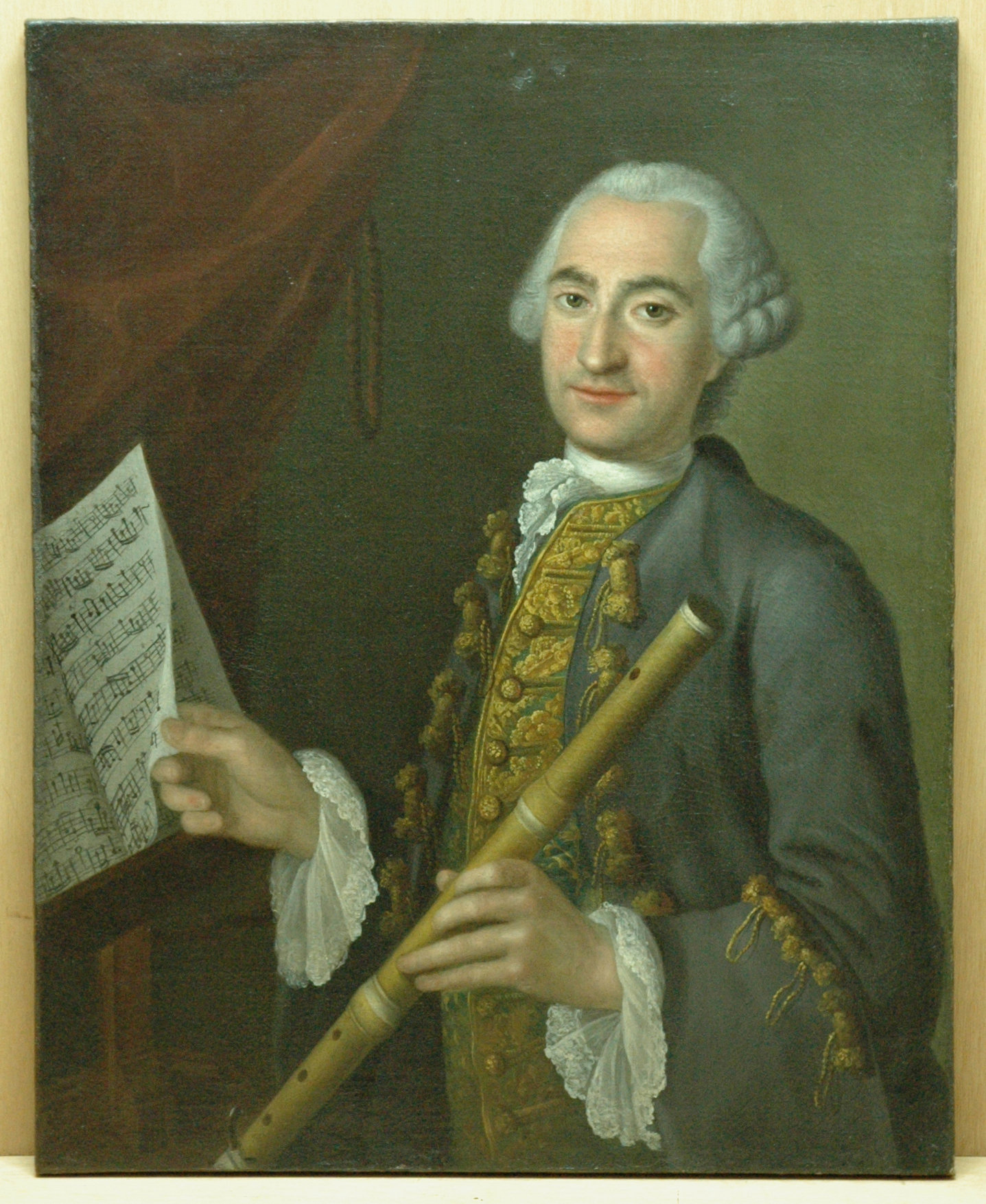
Anonym: Bildnis eines unbekannten Musikers, möglicherweise Pierre-Gabriel Buffardin

Buffardin wurde am 26. November 1715 zum Soloflötisten des sächsischen königlich-kurfürstlichen Orchesters in Dresden ernannt und wurde mit einem jährlichen Gehalt von 500 Talern entlohnt. Im Jahr 1718 war er für vier Monate der Lehrer von Johann Joachim Quantz. Dieser sagte über seinen Lehrer: „dass seine grösste Stärke, wie damals bei allen französischen Instrumentalvirtuosen, hauptsächlich in geschwinden Passagen bestanden habe.“ Zu seinen Schülern gehörten auch Franz Jos. Götzel († 1823) und Pietro Grassiflorio († 1795). Gemeinsam mit Pisendel, Quantz und Weiss begleitete er 1725 den Kurfürsten bei seinem Besuch in Berlin. Jeder der Musiker erhielt für seine Darbietungen von Friedrich Wilhelm I. ein Geschenk von 100 Dukaten. Buffardins Gehalt stieg bis 1741 auf 1000 Taler und am 23. Juni 1749 wurde er mit einem Gnadengehalt von 700 Talern in den Ruhestand versetzt. Beim Ausbruch des Siebenjährigen Krieges floh der Hof nach Warschau und im Jahr 1764 musste Buffardin mit 200 Talern auskommen. Bald darauf zog er mit seiner Familie nach Paris.
„Buffardin war einer der ersten Flötisten, welche die Flötenvirtuosität auf eine höhere Stufe der Ausbildung und durch eine richtige Lehrmethode brachte.“ Buffardin nahm für sich die Erfindung des Spiels von Vierteltönen auf der Flöte in Anspruch, womit er möglicherweise Anregungen aus der türkischen Musik aufgriff. 1764 beklagte er sich im Mercure de France, dass diese Erfindung von einem anonymen Komponisten gestohlen worden sei; gemeint war damit Charles de Lusse, der eine Air à la Grecque zusammen mit einer Grifftabelle für Vierteltöne veröffentlicht hatte, die Buffardin als sehr fehlerhaft bezeichnete.

## Werke
Bis vor wenigen Jahren galt seine „Triosonate“ in A-Dur als einziges gesichert authentisches Werk. Zugeschrieben wird ihm ebenfalls ein „Konzert für Querflöte in e-Moll“ sowie ein weiteres Konzert in f-Moll, das sich unter den anonymen Musikalien der Dresdner Hofkapelle befindet. Ende der 2010er Jahre konnte der flämische Flötist Wim Brabants eine Sammlung von sechs Sonaten für Flöte und B. c., die um 1738 unter dem Namen „Mr. B***.“ verlegt wurde, Buffardin plausibel zuschreiben.

## Tätigkeit als Instrumentenbauer
Ebenso wie sein Vater war Buffardin auch als Instrumentenbauer tätig. 1728 schenkte er Kronprinz Friedrich von Preußen eine selbstgebaute Flöte. In einem Inventar von 1769 aus Burg Pidhirzi in der heutigen Ukraine sind sechs Buffardin-Flöten aufgeführt, davon vier aus Elfenbein, eine aus Ebenholz und eine aus Buchsbaumholz. Antoine Mahaut erwähnt in seiner Flötenschule (1759) zwei Innovationen Buffardins: den schraubbaren Stimmkorken und das geteilte Fußstück mit Stimmklappe.
Im Jahr 2015 tauchte bei einer eBay-Auktion überraschend eine zuvor unbekannte, mit „Buffardin le fils [= der Sohn]“ signierte historische Flöte auf. Die Namensnennung bezieht sich offenbar darauf, dass auch Buffardins Vater schon Instrumentenbauer war. Das Instrument, das im Lauf der Zeit modifiziert und beschädigt worden war, wurde seither von mehreren Flötenbauern analysiert und nachgebaut.

## Aufnahmen / Tonträger
- Concerts. Flötenkonzert e-Moll (und Werke von Blavet, Boismortier, Corrette und Quentin). Wilbert Hazelzet (Flöte), Musica Antiqua Köln, Reinhard Goebel. Archiv Produktion 2534 010, 1983; Wiederveröffentlichung als French Baroque Concertos. Archiv Produktion CD 447 286-2, 1995.
- Flötenkonzerte am Sächsischen Hof. Flötenkonzert e-Moll (und Werke von Quantz, Heinichen und Hasse). Eckart Haupt (Flöte), Dresden Baroque Soloists. Eterna 7 25 129, 1988. Auch: Flötenkonzerte des Barock. Capriccio C 27 155, 1988 (auch Wiederveröffentlichung auf diversen Samplern).
- Musik am Hofe August des Starken. Sonate A-Dur (und Werke von Vivaldi, J. S. Bach, Quantz, Heinichen und Hasse). Elisabeth Weinzierl, Edmund Wächter (Flöten), Eva Schieferstein (Cembalo), Ulrich Fuchs (Cello). Christophorus CHE 0081-2, 1996.
- French flute concertos. Flötenkonzert e-Moll (und Werke von Leclair, Blavet, Corrette, Naudot und Boismortier). Frank Theuns (Flöte), Les Buffardins. Accent ACC 24297, 2015.
- Pierre-Gabriel Buffardin: Sonaten für Flöte & Bc Nr. 1–6, Concerto e-Moll. Olivier Riehl, Le Petit Trianon. Ricercar 428, 2020